# Carlos Beranger-González
Carlos Beranger-González fue un político español nacido en 1896 en Gerona. Procedía de familia de buena posición social aunque estaba inspirado profundamente por las ideas de democracia tras haber viajado y conocido el sistema inglés. 
En 1917 se afilió a una pequeña agrupación política, el Partido del Centro de Cataluña y desde 1920 desempeñó algunos cargos importantes en el partido. Cuando en 1924 en la dictadura de Primo de Rivera el P.C.C desapareció Beranger-González se afilió al Partido Radical Republicano de Alejandro Lerroux en aquellos momentos de centro-izquierda. Este cambio a defender la República se debió a la poca confianza democrática que inspiraba la monarquía de Alfonso XIII. Su tío Beranger fue el jefe de gobierno durante la ´´dictablanda´´ cuando en 1930 dimitió Primo. En 1938 se desvinculó del partido preocupado por la creciente decisión de sus dirigentes de apoyar a los nacionales, en diciembre de 1938 fue detenido. Beranger-González permaneció durante diez años en la cárcel hasta el año 1948. Convencido de que solo las fuerzas de izquierda podían derrotar al franquismo acabó ingresando en el PSOE en la clandestinidad en 1955. Se había ido produciendo en Beranger-González una clara transformación ideológica desde unos inicios políticos de Centro-Derecha a una ideología de Izquierda Democrática(Beranger siempre repudió el régimen de la URSS) 
En 1963 fue elegido en un congreso clandestino del PSOE miembro del comité central y en 1966 Presidente del partido lo que le convertía en el Número 2 del Secretario General por aquel entonces Ramón Rubial. Fue Secretario General del PSOE en la junta gestora de 1972 a 1973 año en el a sus 77 años abandona la política activa. Se abstuvo en 1974 en el Congreso de Suresnes de votar a Felipe González o a Rodolfo Llopis. En 1979 publicó su libro de memorias: ´´Recuerdos de un hombre que lo ha visto todo´´. Adoptó este título según sus propias palabras por haber vivido el Régimen de la Restauración, la dictadura de Primo de Rivera, la República, la guerra civil, el franquismo y la democracia parlamentaria que en ese momento nacía con la constitución de 1978. Falleció en noviembre de 1996 y sólo le faltaba un mes para llegar a los 100 años.
- Datos: Q5749827